# Clandestinos (película cubana)
Clandestinos es una película dramática cubana estrenada en 1988 y dirigida por Fernando Pérez. 

## Sinopsis
Relata la vida de un grupo de jóvenes que lucharon contra la tiranía de Fulgencio Batista en la década de 1950. Ernesto, preso por sus actividades políticas, recibe la visita de Nereida, una joven desconocida de quién desconfía. Ya en libertad se reecuentran al unirse la joven al grupo clandestino que él dirige. Un amor surge entre ellos, paralelo a la lucha armada que condicionará sus vidas.

## Premios
- Premio Rubén Martínez Villena, otorgado por la UJC y el Ministerio de Cultura. IX Festival Internacional del Nuevo Cine Latinoamericano, La Habana, Cuba, 1987.
- Premio Opera prima. X Festival Cinematográfico de Taskent, URSS, 1988.
- Premio India Catalina de Oro a la mejor película. Festival Internacional de Cine de Cartagena, Colombia, 1988.
- Premio Coral de Opera prima. IX Festival Internacional del Nuevo Cine Latinoamericano, La Habana, Cuba, 1987.
- Premio Coral de actuación femenina (Isabel Santos). IX Festival Internacional del Nuevo Cine Latinoamericano, La Habana, Cuba, 1987.
- Premio El Caimán Barbudo a la Opera prima. IX Festival Internacional del Nuevo Cine Latinoamericano, La Habana, Cuba, 1987.
- Premio El Mégano de la Federación Nacional de Cine Clubes. IX Festival Internacional del Nuevo Cine Latinoamericano, La Habana, Cuba, 1987.
- Premio India Catalina de Oro a la mejor dirección (ex aequo). 28 Festival Internacional de Cine de Cartagena, Colombia, 1988.
- Premio India Catalina de Oro a la mejor actuación masculina a Luis Alberto García (hijo). 28 Festival Internacional de Cine de Cartagena, Colombia, 1988.
- Premio al mejor guion. I Festival de Cine de Cine y Video de la Cuenca del Caribe, San Juan, Puerto Rico, 1988.
- Premio Caracol a la dirección, edición y banda sonora. V Festival Nacional de Cine de la UNEAC, La Habana, Cuba, 1988.
- Premio INTI (Sol de Oro). II Encuentro de Cineastas Andinos de Cusco, Perú, 1991.[1]